# Festival Internacional de Cine de Venecia de 1937
La 5.ª edición de la Mostra de Venecia tuvo lugar en la ciudad italiana entre los días 10 de agosto y 3 de septiembre de 1937. Un nuevo Palazzo fue construido para albergar este año el festival de cine más importante de Europa. Fue utilizado como sede del festival desde entonces, excluyendo los años 1940 a 1948.

## Jurado
- Giuseppe Volpi di Misurata (presidente)[3]
- Luigi Chiarini
- Sandro De Feo
- Luigi Freddi
- Mario Gromo
- René Jeanne
- Neville Kearney
- Oswald Lehnich
- Karl Meltzer
- Georges Lourau
- Ryszard Ordynski
- Esodo Pratelli
- Louis Vilani

## Películas

### Sección oficial
Las películas siguientes se presentaron en la sección oficial:
| Título en español                | Título original           | Director(es)                             | País           |
| -------------------------------- | ------------------------- | ---------------------------------------- | -------------- |
| Ha nacido una estrella           | A Star Is Born            | William A. Wellman                       | EE. UU.        |
| Az aranyember                    | Az aranyember             | Béla Gaál                                | Hungría        |
| Bajo aristocrático disfraz       | Il signor Max             | Mario Camerini                           | Italia         |
| Barbara Radziwillówna            | Barbara Radziwillówna     | Joseph Lejtes                            | Polonia        |
| Batalión                         | Batalión                  | Miroslav Cikán                           | Checoslovaquia |
| Centinelas de bronce             | Sentinelle di bronzo      | Romolo Marcellini                        | Italia         |
| Condottieri                      | Condottieri               | Luis Trenker                             | Italia         |
| Der Herrscher                    | Der Herrscher             | Veit Harlan                              | Alemania       |
| Die Warschauer Zitadelle         | Die Warschauer Zitadelle  | Fritz Peter Buch                         | Alemania       |
| El séptimo cielo                 | Seventh Heaven            | Henry King                               | EE. UU.        |
| Eso que llaman amor              | Wings of the Morning      | Harold D. Schuster                       | EE. UU.        |
| Farewell Again                   | Farewell Again            | Tim Whelan                               | Reino Unido    |
| The Flying Doctor                | The Flying Doctor         | Miles Mander                             | Australia      |
| Hélène                           | Hélène                    | Jean Benoît-Lévy                         | Francia        |
| Kid Galahad                      | Kid Galahad               | Michael Curtiz                           | EE. UU.        |
| Kôjô no tsuki                    | Kôjô no tsuki             | Kôjirô Sasaki                            | Japón          |
| La contraseña                    | This Is My Affair         | William A. Seiter                        | EE. UU.        |
| La golondrina cautiva            | Zu neuen Ufern            | Douglas Sirk                             | Alemania       |
| La reina Victoria                | Victoria the Great        | Herbert Wilcox                           | Reino Unido    |
| La gran ilusión                  | La grande illusion        | Jean Renoir                              | Francia        |
| Las minas del rey Salomón        | Elephant Boy              | Robert J. Flaherty                       | Reino Unido    |
| Las perlas de la corona          | King Solomon's Mines      | Robert Stevenson, Geoffrey Barkas        | Reino Unido    |
| Lidé na kre                      | Lidé na kre               | Martin Frič                              | Checoslovaquia |
| Lloyd de Londres                 | Lloyds of London          | Henry King                               | EE. UU.        |
| Los pecados de Teodora           | Theodora Goes Wild        | Richard Boleslawski                      | EE. UU.        |
| Mária növér                      | Mária növér               | Viktor Gertler                           | Hungría        |
| La mujer marcada                 | Marked Woman              | Lloyd Bacon                              | EE. UU.        |
| Patriotas                        | Patrioten                 | Karl Ritter                              | Alemania       |
| Escipión, el africano            | Scipione l'africano       | Carmine Gallone                          | Italia         |
| Ritmo loco                       | Shall We Dance            | Mark Sandrich                            | EE. UU.        |
| Sabu-Toomai, el de los elefantes | Elephant Boy              | Robert J. Flaherty                       | Reino Unido    |
| Sant Tukaram                     | Sant Tukaram              | Vishnupant Govind Damle, Sheikh Fattelal | India          |
| Si todos fuésemos ángeles        | Wenn wir alle Engel wären | Carl Froelich                            | Alemania       |
| Tres diablillos                  | Three Smart Girls         | Henry Koster                             | EE. UU.        |
| Truxa y la bailarina             | Truxa                     | Hans H. Zerlett                          | Alemania       |
| Die Warschauer Zitadelle         | Die Warschauer Zitadelle  | Fritz Peter Buch                         | Alemania       |
| The Edge of the World            | The Edge of the World     | Michael Powell                           | Reino Unido    |
| Versprich mir nichts!            | Versprich mir nichts!     | Wolfgang Liebeneiner                     | Alemania       |
| Winterset                        | Winterset                 | Alfred Santell                           | EE. UU.        |
| Carnet de baile                  | Un carnet de bal          | Julien Duvivier                          | Francia        |

## Premios
Este fue el palmarés de premios de esta edición:

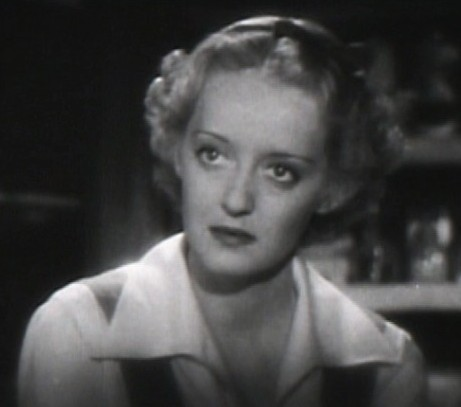
Bette Davis, actriz galardonada con la Coppa Volpi en 1937, en un fotograma de la película The Pefrified Forest

- Mejor Película Extranjera: Carnet de baile, de Julien Duvivier
- Mejor Película italiana: Escipión, el africano de Carmine Gallone
- Coppa Volpi:
  - Mejor actor: Emil Jannings por Der Herrscher
  - Mejor actrizr: Bette Davis por Kid Galahad y La mujer marcada
- Mención especial:
  - Batalión de Miroslav Cikán
  - Kôjô no tsuki de Kôjirô Sasaki
  - Mária növér de Viktor Gertler
  - Sant Tukaram de Vishnupant Govind Damle
  - The Flying Doctor de Miles Mander
- Mención de Honor:
  - Barbara Radziwillówna de Joseph Lejtes
  - Trzy etiudy Chopina de Eugeniusz Cekalski y Stanislaw Wohl
- Mejor Director: Robert J. Flaherty y Zoltan Korda por Sabu-Toomai, el de los elefantes
- Mejor Guion: Las perlas de la corona de Sacha Guitry y Christian-Jaque
- Mejor Cinematografía: J. Peverell Marley por Winterset